# Lenkrollradius

Schnitt durch Rad und Radaufhängung mit Lenkrollradius 0 (im roten Kreis vergrößert dargestellt)

Positiver Lenkrollradius (links) und negativer Lenkrollradius (rechts)

Als Lenkrollradius oder auch Lenkrollhalbmesser bezeichnet man an lenkbaren Achsen von Fahrzeugen den
horizontalen Abstand zwischen Radmittelebene und dem Durchstoßpunkt der Spreizachse (Lenkdrehachse) durch die Fahrbahn. Der Lenkrollradius wird durch den Sturz, die Spreizung, den Radträger und die Einpresstiefe der Felge beeinflusst.

## Begriffsbedeutung
Der Lenkrollradius ist 0, wenn die gedachte Linie der Spreizachse genau die Mitte der Radaufstandsfläche trifft. Liegt der Durchstoßpunkt weiter außen, ist der Lenkrollradius negativ. Bei innen liegendem Schnittpunkt ist der Lenkrollradius positiv. Der Lenkrollradius bestimmt bei radträgerfesten Bremsen Stärke und Richtung des Moments um die Spreizachse beim Bremsen. Diese Bremsenanordnung ist bei modernen Fahrzeugen Standard.
Bei innen liegenden Bremsen verliert der Lenkrollradius die Bedeutung als Hebelarm für die Bremskraft. In diesem Fall ist der Störkrafthebelarm maßgebend. Diese Anordnung der Bremse wurde z. B. beim Citroën DS, SM und GS realisiert. Hier stand die Lenkachse genau senkrecht und führte durch die Radmitte. Der Störkrafthebelarm wird dadurch Null.
Der typische Wertebereich für Lenkrollradien bei PKW liegt zwischen −20 und +80 mm. Fahrzeuge mit Frontantrieb haben tendenziell negative Lenkrollradien. Damit sich am Lenkrad möglichst keine Antriebseinflüsse bemerkbar machen, muss hier der Störkrafthebelarm gering sein. Bei der weit verbreiteten MacPherson-Vorderachse kann dies nur durch eine größere Spreizung erzielt werden, was einen negativen Lenkrollradius zur Folge hat. Damit bei ABS-Bremsungen die Regeleingriffe nicht am Lenkrad spürbar sind, werden generell kleine Lenkrollradien angestrebt.

## Fahrverhalten
- Fahrzeuge ziehen generell beim Bremsen mit unterschiedlicher Reibhaftung auf den einzelnen Spurseiten zur Seite mit der besseren Haftung. Abgeschwächt besteht der Effekt auch unabhängig von Bremsvorgängen.
- Bei einem Fahrzeug mit positivem Lenkrollradius muss der Fahrer (oder auch das Fahrassistenzsystem) stets aktiv gegenlenken. Dies wird nicht nur mitunter beim Bremsen erforderlich, sondern beispielsweise auch beim Ausgleich von Kursabweichungen durch Bodenunebenheiten, Sand oder Schnee am Fahrbahnrand, einseitig schleifenden Bremsen und ähnlichem.
- Bei einem Fahrzeug mit negativem Lenkrollradius soll beim Fahren und Bremsen auf Fahrbahnen mit unterschiedlichen Reibbeiwerten ein Radeinschlag durch die Bremskraft zur schwächer gebremsten Seite bewirkt werden. Dies wirkt dem destabilisierenden Giermoment durch die Bremskraftunterschiede entgegen. Der spurstabilisierende Effekt des negativen Lenkrollradius ermöglichte auch den Einsatz einer Zweikreisbremse mit diagonaler Aufteilung, das heißt die Bremsen eines Vorderrades und des diagonal gegenüberliegenden Hinterrades sind in einem Bremskreis zusammengefasst.
- Ein Fahrzeug mit Lenkrollradius 0 überträgt bei radträgerfester Bremse keine durch Bremskräfte verursachten Momente an die Lenkung, erfordert jedoch einen höheren Kraftaufwand beim Lenkeinschlag des stehenden Fahrzeuges.

Der negative Lenkrollradius hat nicht nur Vorteile: Neben den erhöhten baulichen Anforderungen ergibt sich bei Fahrzeugen mit Frontantrieb ein vergrößerter Wendekreis, da der Beugungswinkel am äußeren Gelenk der Antriebs-Gelenkwelle erhöht ist. Die Lenkung neigt dazu, von der Geradeausstellung abzuweichen (was sich durch Rückzugfedern etc. aber leicht korrigieren lässt). Schließlich geben Drehbewegungen des Lenkrads Hemmnisse an den Rädern seitenverkehrt wider, beispielsweise neigt das Lenkrad dazu sich nach links zu drehen, wenn die Bremse vorn rechts schleift. Lenkt der Fahrer hierbei intuitiv gegen, kann dies zu stärkeren Kursabweichungen führen.

## Anwendungsgeschichte am Automobil

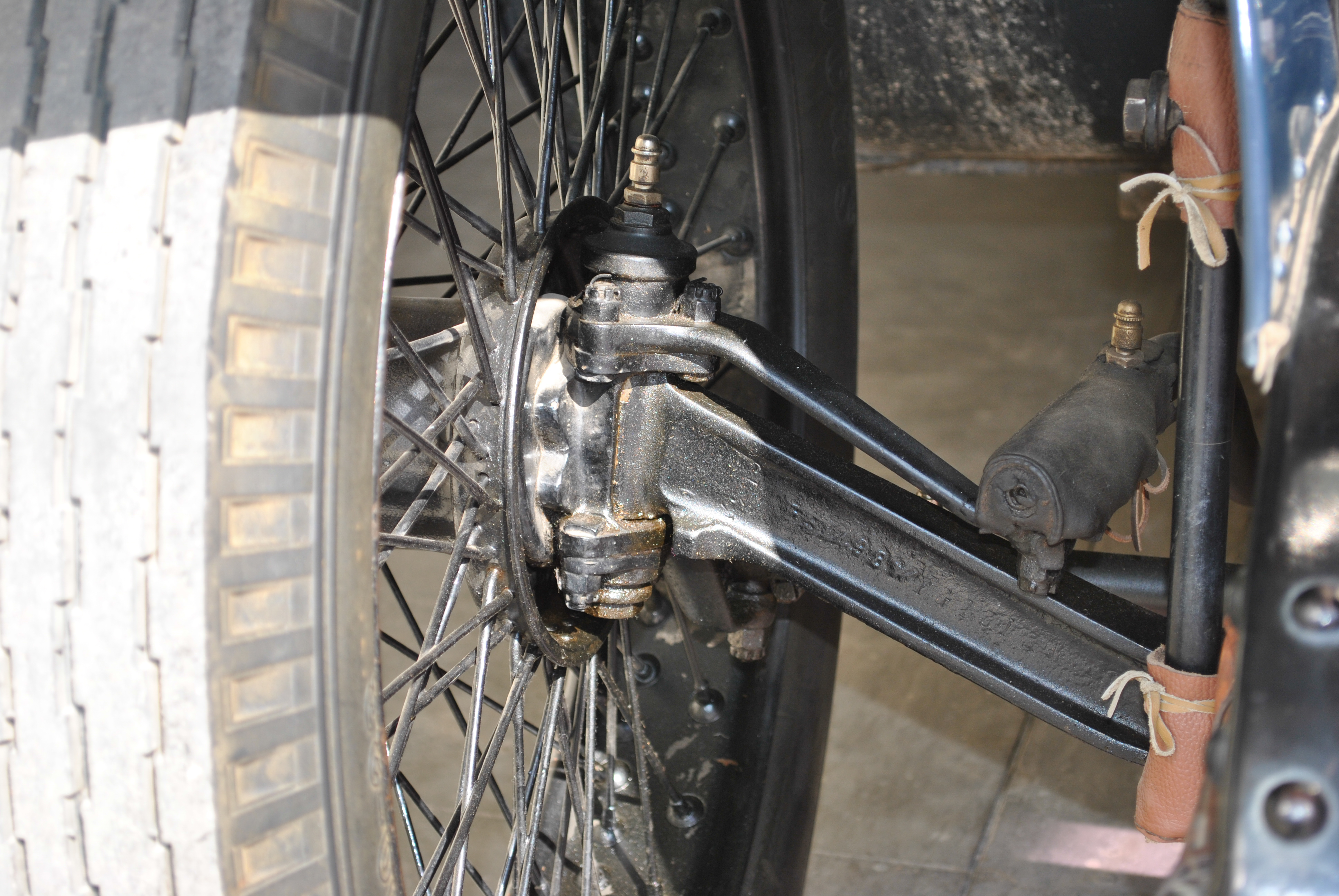
Radaufhängung mit nach innen geneigtem Achsschenkelbolzen (Spreizung) und nur wenig nach außen geneigtem Rad (Sturz)

Die ersten Automobile besaßen zum Teil noch eine Drehschemellenkung mit nur einem Drehpunkt. Sehr bald setzte sich jedoch die Achsschenkellenkung mit zwei Drehpunkten durch, zunächst stets mit positivem Lenkrollhalbmesser. Die Lenkachse stand fast senkrecht zum Untergrund und die Speichen, später auch noch die Bremstrommeln belegten den Bauraum, den der Achsschenkelbolzen für einen kleineren oder negativen Lenkrollradius hätte einnehmen müssen. Der Lenkrollradius ließ sich durch stärkere Spreizung und positiven Sturz verkleinern. Schon damals wurde ein möglichst kleiner Lenkrollradius angestrebt, um die Empfindlichkeit der Lenkung gegen einseitig wirkende Hindernisse zu senken und die Lenkkräfte beim Einlenken in die Kurvenfahrt zu verringern.
Das vermutlich erste Fahrzeug mit negativem Lenkrollradius war das von Norbert Stevenson 1950 entwickelte dreirädrige Fuldamobil. Ein Patent wurde erst 1958 an Fritz Ostwald ausgegeben, jedoch danach zunächst nicht weiter verfolgt. 1965 wartete der Oldsmobile Toronado mit diesem Detail auf. Besonders öffentlichkeitswirksam wurde das Thema im Zuge der Werbung für den Audi 80 im Jahr 1972. Um das Adjektiv „negativ“ zu vermeiden, bezeichnete Audi den negativen Lenkrollradius in der Werbung als „spurstabilisierend“. Um das Traggelenk weit nach außen verlegen zu können, hatte der neue Audi, wie der 1974 präsentierte Golf I, tief ausgeformte Radschüsseln und Schwimmsattelbremsen, die wenig Platz in der Felge benötigen. Die im gleichen Jahr präsentierte Mercedes S-Klasse der Baureihe 116 hatte, wie 18 Jahre vorher der Citroën DS, vorn eine Doppelquerlenker-Radaufhängung mit Lenkrollradius Null.
BMW führte mit dem Typ E23 eine Vorderachse mit MacPherson-Federbeinen und einem in zwei Stäbe aufgelösten unterem Dreieckslenker ein. Die beiden Lenkerstäbe sind nebeneinander am Federbein (Radträger) gelagert. Dadurch ergibt sich ein weiter außen liegender unterer Drehpunkt im Schnittpunkt der Verlängerung der Längsachsen der beiden Lenker (Momentanpol). Der Radträger dreht sich um eine Achse, die durch diesen Schnittpunkt und das Domlager bestimmt wird. Weil der untere Drehpunkt weiter außen liegt, ist die Spreizung größer und dadurch der Lenkrollradius kleiner.

## Sonstiges
Bei der Entwicklung von Serienfahrzeugen werden alle Eigenschaften des Fahrwerks aufeinander abgestimmt, darunter auch der Lenkrollradius. Durch nachträgliche Veränderungen am Fahrwerk kann sich das Fahrverhalten eines Fahrzeugs ändern. Das Nachrüsten eines Fahrzeugs mit breiteren Reifen und den dazugehörigen Rädern mit geringerer Einpresstiefe vergrößert den Lenkrollradius und er kann dabei positiv statt  negativ werden. Auch die Montage von Spurverbreiterungen, etwa durch Distanzscheiben unter den serienmäßigen Rädern kann das bewirken. Da sich aber bei auf diese Weise verbreiterter Spur nicht nur der Lenkrollradius ändert, sondern auch der Stoßradius und der Radlasthebelarm wirkt sich das nicht nur beim Bremsen, sondern beispielsweise auch beim Befahren von Unebenheiten aus.